# ستيفان كوستادينوف
ستيفان كوستادينوف (بالبلغارية: Стефан Костадинов)‏ هو لاعب كرة قدم بلغاري في مركز الوسط، ولد في 21 يونيو 1984 في بلوفديف في بلغاريا. لعب مع نادي بوتيف بلوفديف.

## وصلات خارجية
- ستيفان كوستادينوف على موقع قاعدة بيانات كرة القدم.إي يو (الإنجليزية)